# Luau (film, 1982)
Pour plus de détails, voir Fiche technique et Distribution.
Luau est un film américain de court métrage réalisé par Tim Burton et Jerry Rees, sorti en 1982.

## Synopsis
Bob (Mike Gabriel) oubliant sa fille Arlene parce qu'elle lui présente la princesse Yakamoshi, qui reste avec sa famille pour l'été. Cela suscite au programme de vacances très bien  organiser toutes sortes de gags, des jeux de mots et toute la panoplie de style de film de comédie… Ils font vivre une Lūʻau.

## Resumé Detaillé
Lors d'une fête sur une plage, à laquelle assistent divers personnages animés en Stop-Motion, 
Bob, un jeune homme, qui se retrouve pris dans l’atmosphère joyeuse du luau – une fête hawaïenne traditionnelle. Cependant, les choses prennent rapidement une tournure sombre et absurde. Au lieu de profiter de la fête, le jeune homme se retrouve confronté à des situations étranges et parfois inquiétantes, qui ajoutent une touche de surréalisme et d'humour noir.

## Fiche technique
- Titre original : Luau
- Pays d'origine :  États-Unis
- Année : 1982
- Réalisation : Tim Burton et Jerry Rees
- Scénario : Tim Burton et Jerry Rees
- Producteurs : Tim Burton et Jerry Rees
- Langue : Anglais
- Format : Court métrage - Couleur
- Genre :
- Dates de sortie : 
  -  États-Unis : 1982

## Distribution
- Mike Gabriel : Bob
- Terrey Hamada : Princesse Yakamoshi
- Susan Frankenberger : Arlene
- Ben Burgess : Homme d'affaires
- Tim Burton : L'Être Suprême / Mortie
- Randy Cartwright : Bartender
- Jay Jackson : Surfer
- Meredith Strauss Jackson : Party girl
- Brian McEntee : Surfer
- Joe Ranft : IQ
- Harry Sabin : Surfer
- Phillip Jeunes : Kahuna (Vladimir Moonface Jr.)

## Commentaire
Le film est un film de plage qu’elle t’aurait pu être Beetlejuice Goes Hawaiian, projet de suite avorter a Beetlejuice qui est devenu en 2024, Beetlejuice Beetlejuice.